# Хума
Хума́ (кит. упр. 呼玛, пиньинь Hūmǎ) — уезд округа Да-Хинган-Лин провинции Хэйлунцзян (КНР).

## История
Уезд был создан 11 января 1914 года. В 1929 году северная часть уезда Хума была выделена в отдельный уезд Оупу (鸥浦县).
После захвата китайского Северо-Востока Японией и создания марионеточного государства Маньчжоу-го уезд с 1 декабря 1934 года оказался в составе новой провинции Хэйхэ.
По окончании Второй мировой войны уезд вновь оказался в составе провинции Хэйлунцзян. В 1947 году к нему были присоединены уезды Оупу и Мохэ, а сам уезд был подчинён Специальному району Хэйхэ (黑河专区).
После образования в 1964 году Особого района Да-Хинган-Лин в его подчинение была сначала передана западная часть уезда, а с 1970 года — и весь уезд. В 1981 году из уезда Хума были выделены уезды Мохэ и Тахэ.

## География
Расположен в низовьях реки Хумахэ, вблизи места впадения её в Амур. Граничит с уездом Тахэ и районом Синьлинь (на западе), районом Сунлин (на юго-западе), городским округом Хэйхэ (на юге) и по реке Амур с Россией (на востоке и северо-востоке).
Характеризуется суровым климатом. Уезд находится в зоне островной вечной мерзлоты. Средняя годовая температура составляет −1,01 °C. Более 70 % осадков выпадает в период с июня по сентябрь, что объясняется влиянием муссона.

## Административное деление
Уезд Хума делится на 2 посёлка, 5 волостей и 1 национальную волость.
| 1                | Хума        | 呼玛镇           | поселок     | 23045 | 51°43′37″ с. ш. 126°39′15″ в. д. |
| 2                | Санька      | 三卡乡           | волость     | 5611  | 51°09′01″ с. ш. 126°53′48″ в. д. |
| 3                | Ханьцзяюань | 韩家园镇         | поселок     | 5107  | 52°03′54″ с. ш. 125°44′04″ в. д. |
| 4                | Бэйцзян     | 北疆乡           | волость     | 3032  | 51°02′14″ с. ш. 126°05′46″ в. д. |
| 5                | Цзиньшань   | 金山乡           | волость     | 2419  | 52°08′46″ с. ш. 126°30′25″ в. д. |
| 6                | Байиньна    | 白银纳鄂伦春族乡 | нац.волость | 2094  | 52°24′52″ с. ш. 125°54′28″ в. д. |
| 7                | Синхуа      | 兴华乡           | волость     | 1907  | 52°07′51″ с. ш. 126°01′09″ в. д. |
| 8                | Оупу        | 鸥浦乡           | волость     | 1492  | 52°46′58″ с. ш. 126°03′24″ в. д. |
| Карта уезда Хума |             |                  |             |       |                                  |
| Уезд Хума        |             |                  |             |       |                                  |